# CD Marino
CD Marino (offiziell: Club Deportivo Marino Tenerife Sur) ist ein 1933 gegründeter spanischer Fußballverein, der aktuell in der Gruppe 12 der Tercera División, der vierthöchsten Ligastufe, spielt. Der Verein ist in Playa de las Américas, Arona, auf Teneriffa beheimatet.

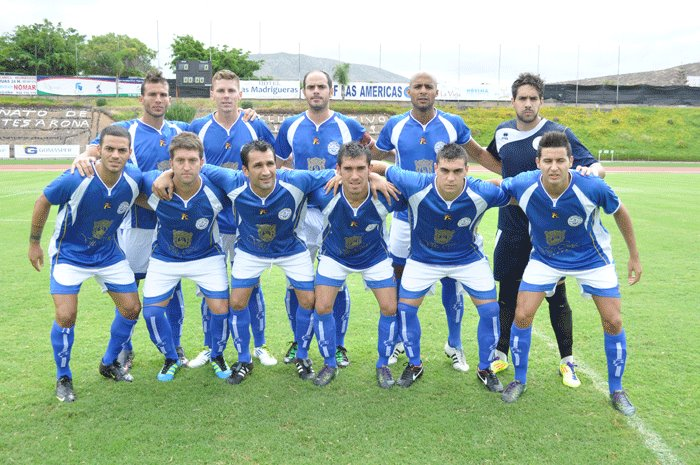
Aufstiegsmannschaft 2011/12

## Geschichte
Bis 1991 war der Verein unter dem Namen Club Deportivo Marino bekannt. Im Sommer 1980 gelang dem bis dato nur in den regionalen Ligen spielendem CD Marino der Aufstieg in die Tercera División. Nach eher durchschnittlichen Platzierungen wurde der Klub im achten Jahr überraschend Meister der Tercera División und stieg in die Segunda División B auf. In der Saison 1990/91 erreichte der Klub in der Copa del Rey mit dem Erreichen der dritten Hauptrunde sein bestes Ergebnis. Im Sommer 1991 ergänzte man den Vereinsnamen um den Zusatz Tenerife Sur zu Club Deportivo Marino Tenerife Sur. Nach fünf durchschnittlichen Jahren in der Segunda División B musste der Verein als Neunzehnter absteigen. Aufgrund finanzieller Probleme zog man sich in die regionalen Ligen zurück und man kehrte zum Namen Club Deportivo Marino zurück. Im Sommer 2007 gelang die Rückkehr in die Tercera División. Im Jahr 2008 wurde der Vereinsname um den Ortsnamen zu Club Deportivo Marino Playa de Las Américas ergänzt. Im Sommer 2012 gelang dem Verein wieder der Aufstieg in die Segunda División B und der Klub wurde in Club Deportivo Marino Tenerife Sur umbenannt. Außerdem konnte der Klub sich wieder erstmals seit 1992 für die Copa del Rey qualifizieren, schied jedoch bereits in der ersten Hauptrunde gegen Caudal Deportivo aus. Auch die Rückkehr in die Segunda División B verlief nicht gut. Der Klub konnte erst am neunten Spieltag seinen ersten Sieg feiern, befand sich immer auf einem Abstiegsrang, war wochenlang Tabellenletzter und stieg am Ende der Saison mit 35 Punkten aus 38 Spielen wieder ab. Seitdem spielt der Verein in der Tercera División.

## Bilanz
| Saison  | Liga                  | Position              |
| ------- | --------------------- | --------------------- |
| 1936–80 | Divisiones Regionales | Divisiones Regionales |
| 1980/81 | Tercera División      | 11.                   |
| 1981/82 | Tercera División      | 7.                    |
| 1982/83 | Tercera División      | 14.                   |
| 1983/84 | Tercera División      | 14.                   |
| 1984/85 | Tercera División      | 11.                   |
| 1985/86 | Tercera División      | 9.                    |
| 1986/87 | Tercera División      | 16.                   |
| 1987/88 | Tercera División      | 1.                    |

| Saison  | Liga                  | Position              |
| ------- | --------------------- | --------------------- |
| 1988/89 | Segunda División B    | 10.                   |
| 1989/90 | Segunda División B    | 10.                   |
| 1990/91 | Segunda División B    | 12.                   |
| 1991/92 | Segunda División B    | 12.                   |
| 1992/93 | Segunda División B    | 19.                   |
| 1993–07 | Divisiones Regionales | Divisiones Regionales |
| 2007/08 | Tercera División      | 16.                   |
| 2008/09 | Tercera División      | 9.                    |
| 2009/10 | Tercera División      | 4.                    |

| Saison  | Liga               | Position |
| ------- | ------------------ | -------- |
| 2010/11 | Tercera División   | 6.       |
| 2011/12 | Tercera División   | 1.       |
| 2012/13 | Segunda División B | 20.      |
| 2013/14 | Tercera División   | 2.       |
| 2014/15 | Tercera División   | 3.       |
| 2015/16 | Tercera División   | 17.      |
| 2016/17 | Tercera División   | 6.       |
| 2017/18 | Tercera División   | 13.      |
| 2018/19 | Tercera División   |          |

## Logohistorie

1936–1966
1966–1980
1980–1991
1991–1993
1993–2009
2009–2012
2012–

## Stadion

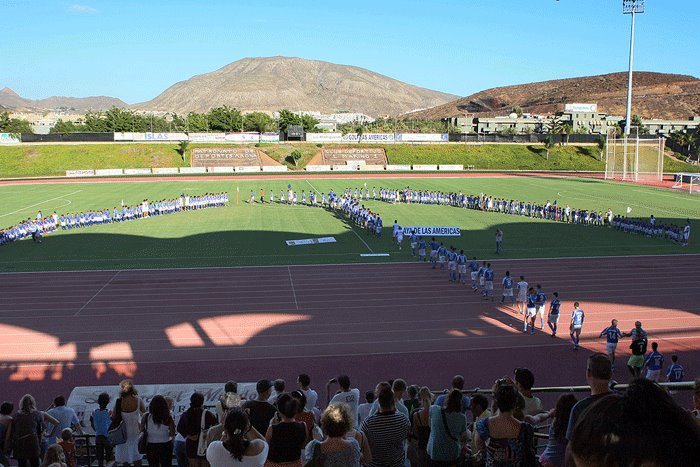
Estadio Antonio Domínguez Alfonso

Seine Heimspiele trägt der Verein im 7.500 Zuschauer fassenden Estadio Antonio Domínguez Alfonso aus.